# 흉막폐아세포종
흉막폐아세포종(Pleuropulmonary blastoma, PPB)은 허파나 가슴막안(흉막강)에서 발생하는 드문 암이다. 영유아에서 가장 흔히 발생하지만 성인에서도 보고된 바가 있다. 폐 종양이 있는 204명의 어린이에 대한 후향적 검토에서 흉막폐아세포종과 카르시노이드 종양이 가장 흔한 원발 종양이었다(204명의 어린이 중 83%는 신체의 다른 곳의 암에서 퍼진 2차 종양을 가졌음). 흉막폐아세포종은 악성으로 간주된다. 남성:여성 비율은 대략 1이다.

## 징후 및 증상
증상으로는 기침, 상기도감염, 호흡곤란, 흉통 등이 있다. 이러한 증상은 매우 비특이적이며 일반적으로 폐 또는 종격동의 다른 유형의 종양 및 기타 조건으로 인해 발생할 수 있다. 영상(X선, CT, MRI)은 종양의 존재와 정확한 위치를 확인하는 데 사용될 수 있지만 PPB 또는 기타 종양의 구체적인 진단에는 사용될 수 없다. 의사들은 추가 검사를 실시하여 감염이 없음을 보여줄 때까지 소아에게 상기도 감염이 아닌 PPB가 있는지 즉시 알 수 없다. 또 다른 증상은 기흉이다.

## 같이 보기
- 폐암